# Grotte de Tchagyrka
La grotte de Tchagyrka, parfois transcrite grotte Chagyrskaya, en russe Чагырская пещера, est une grotte karstique située dans le sud de la Sibérie occidentale, dans les contreforts occidentaux de l'Altaï russe. Découverte en 2007 par Sergueï Vassilievitch Markine, la grotte est le site paléolithique le plus riche de ces montagnes.

## Situation géographique et topographie
La grotte de Tchagyrka est située à 400 kilomètres au sud de Novossibirsk à vol d'oiseau, dans un massif rocheux sur la rive gauche d'un bras du Tcharych. La localité la plus proche, Ust-Tchagyrka, se trouve à 1,5 kilomètre en aval. La grotte Okladnikov, qui est également importante pour l'histoire des Néandertaliens et du Moustérien, se trouve à 70 kilomètres au nord-est, et la grotte de Denisova à 100 kilomètres plus à l'est.
Son entrée mesure cinq mètres de large et environ sept mètres de haut et se trouve à dix-neuf mètres au-dessus de la berge et est orientée vers le nord. La grotte a une profondeur de vingt mètres et est divisée en deux salles d'une superficie totale d'environ 130 mètres carrés.

## Découvertes
Des fouilles archéologiques ont lieu dans la grotte depuis 2007, couvrant une superficie d'environ 35 m2 jusqu'à présent (en 2016). Dans le remplissage sédimentaire, dont l'épaisseur peut atteindre 3,5 m, huit strates ont pu être distinguées dans la zone d'entrée et dans la première chambre, certaines avec des sous-horizons supplémentaires. Les deux strates stériles les plus anciennes ont un âge d'environ 330 000 ans. Les horizons 6 et 5 ont été déposés lors de la transition entre le niveau 4 et le niveau 3 des isotopes de l'oxygène, entre 63 000 et 48 000 ans, et contenaient des restes humains de Néandertaliens ainsi que de nombreux objets en pierre du Paléolithique moyen, des outils en os et des restes d'animaux et de plantes de l'ère glaciaire. Plus précisément, la datation optique des sédiments et la datation au radiocarbone des os de bison indiquent que les dépôts d'occupation néandertalienne de la grotte de Tchagyrka se sont accumulés entre 59 000 et 51 000 ans.
Les strates supérieures n'ont fourni aucune preuve d'occupation humaine au cours du Paléolithique supérieur, et ce n'est qu'à partir de l'âge du bronze que des personnes ont à nouveau fréquenté la grotte.

## Artéfacts en pierre

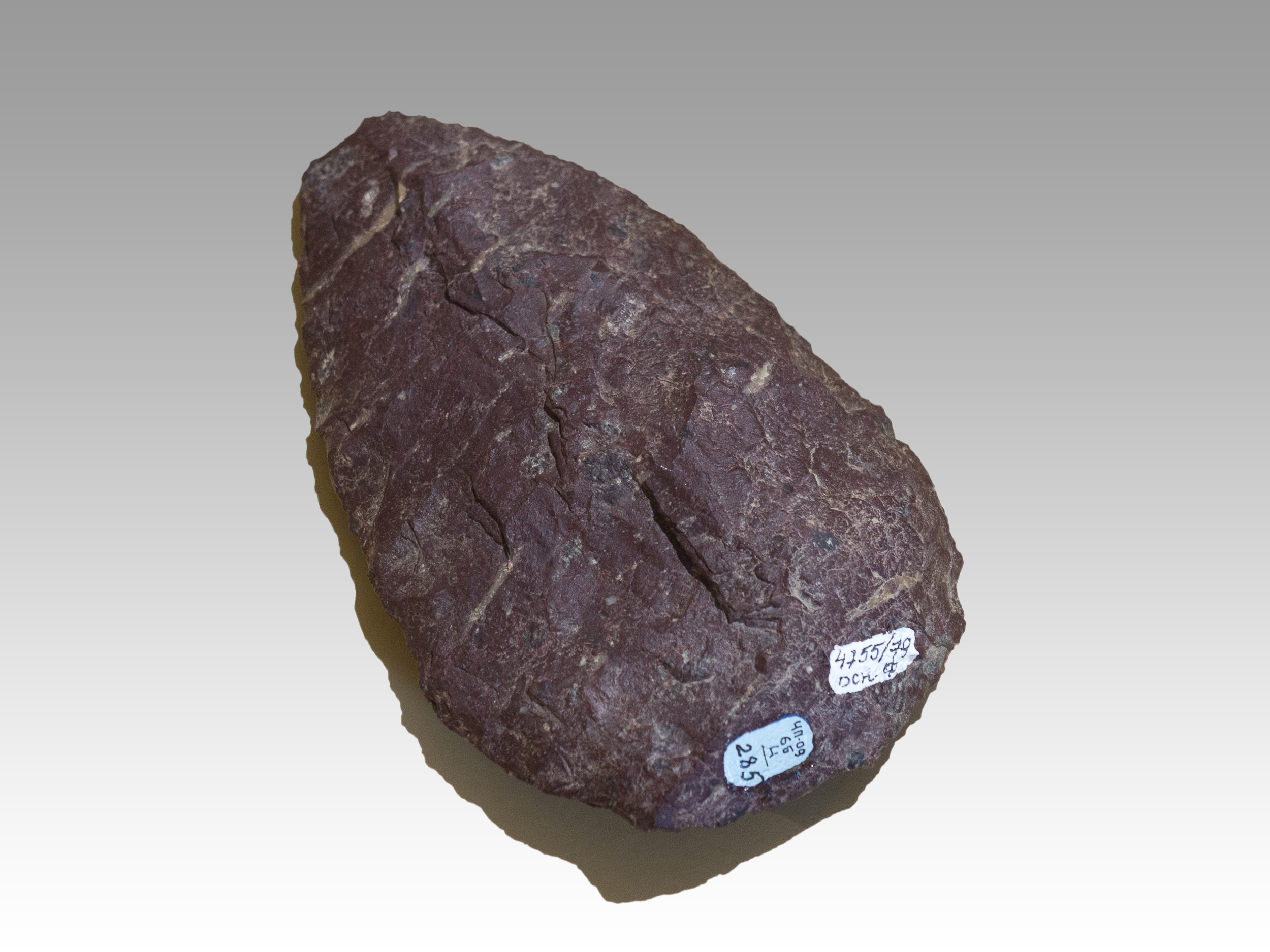
Biface

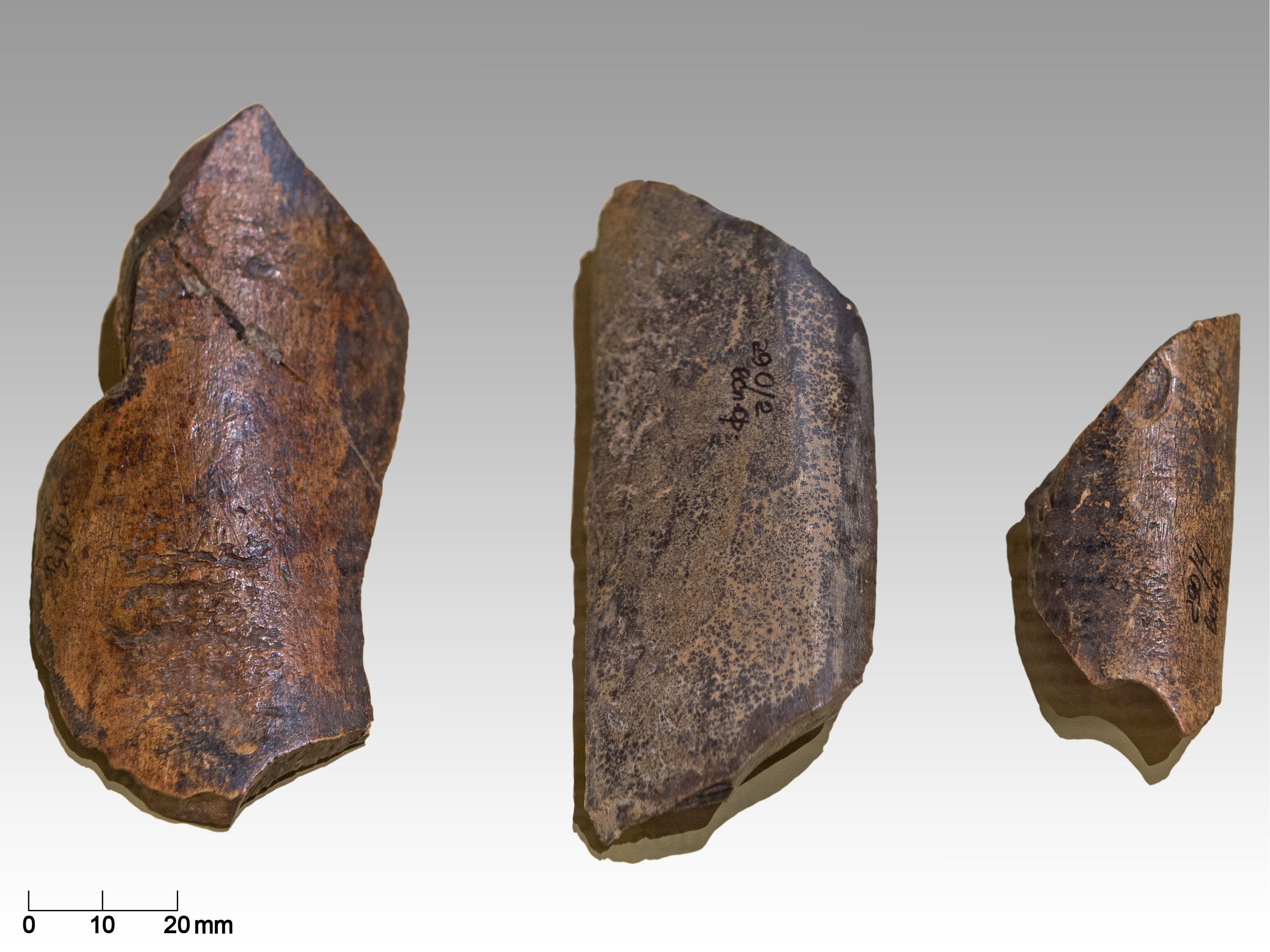
Os de bison utilisés pour les retouches des outils en pierre

L'inventaire lithique des horizons 6a à 6c comprend plus de 90 000 artefacts. Les déchets résultant du débitage prédominent sous la forme d'éclats et de débris ; les outils en pierre présents ont donc été pour la plupart produits sur place et seulement dans une faible mesure apportés dans la grotte sous forme d'ébauches ou de produits finis. La matière première utilisée était constituée de 25 types de pierres différents, dont la chaille, la calcédoine, le jaspe et le porphyre, provenant probablement des graviers de la rivière voisine. Il n'y avait pas de production d'éclats de type Levallois et les outils étaient dominés par des racloirs semi-trapézoïdaux ou en forme de demi-lune ainsi que des pointes bifaciales, parfois fines et allongées, et des couteaux en forme de coin (keilmesser). En outre, quelques lames et quelques nucléus sont présents comme sous-produits. Les techniques de taille appliquées et les caractéristiques de forme des outils sont comparables aux inventaires micoquiens d'Europe centrale et orientale, tels que ceux connus dans la Sesselfelsgrotte (de) (Bavière) et la grotte de Vindija (Croatie). En Asie occidentale, seule la grotte Okladnikov a donné lieu à ce jour à des découvertes d'un niveau comparable. Une autre caractéristique unique de la grotte de Tchagyrka est le grand nombre d'os de bison, que l'on considère comme étant des retouchoirs utilisés pour aiguiser les outils en pierre en raison des traces qu'ils portent. Ces outils n'ont été trouvés dans aucun autre site du Paléolithique moyen dans l'Altaï russe, mais sont fréquemment trouvés dans des sites européens de cette période.

## Restes humains

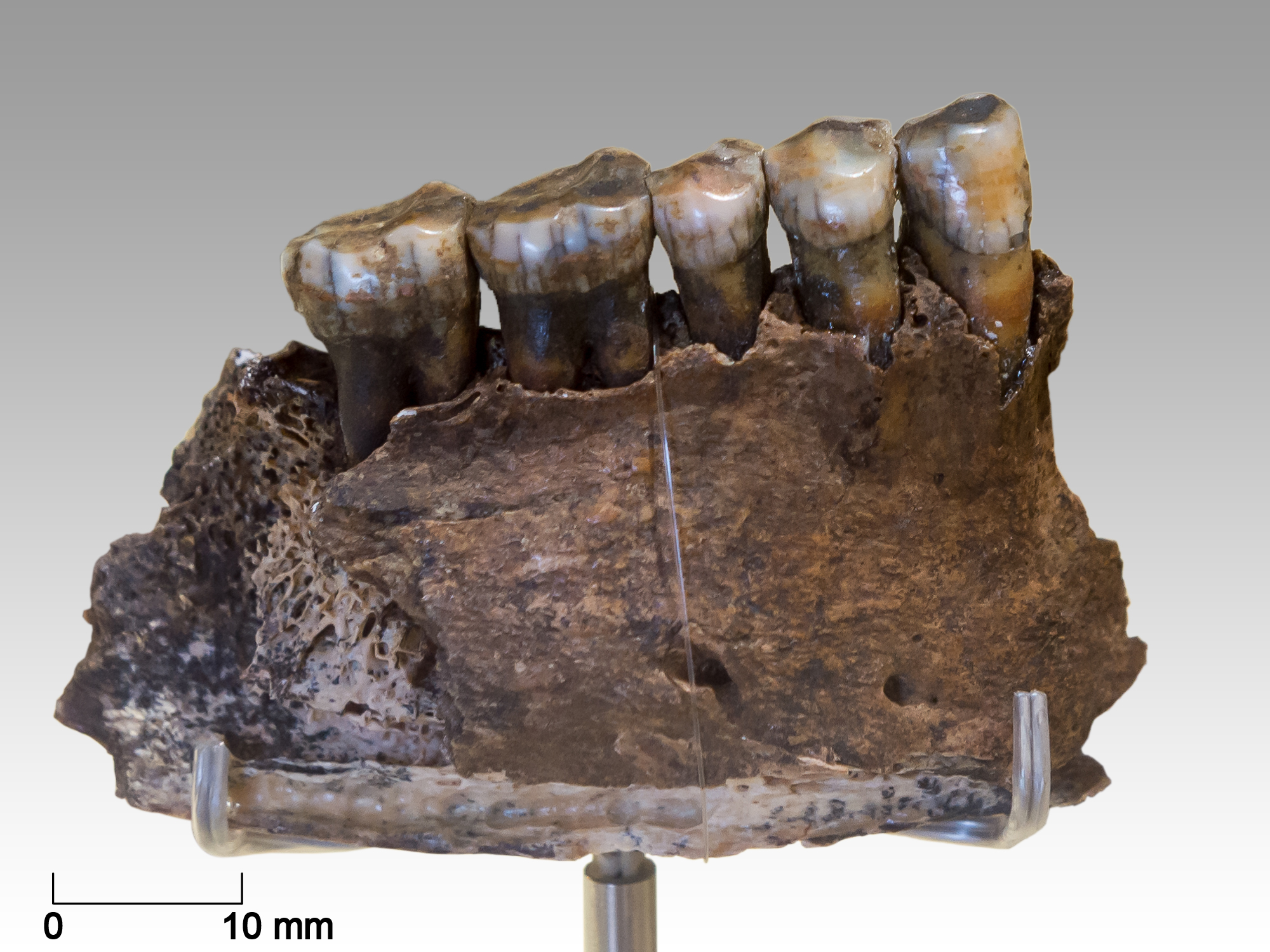
Fragment de mâchoire inférieure avec 5 dents conservées

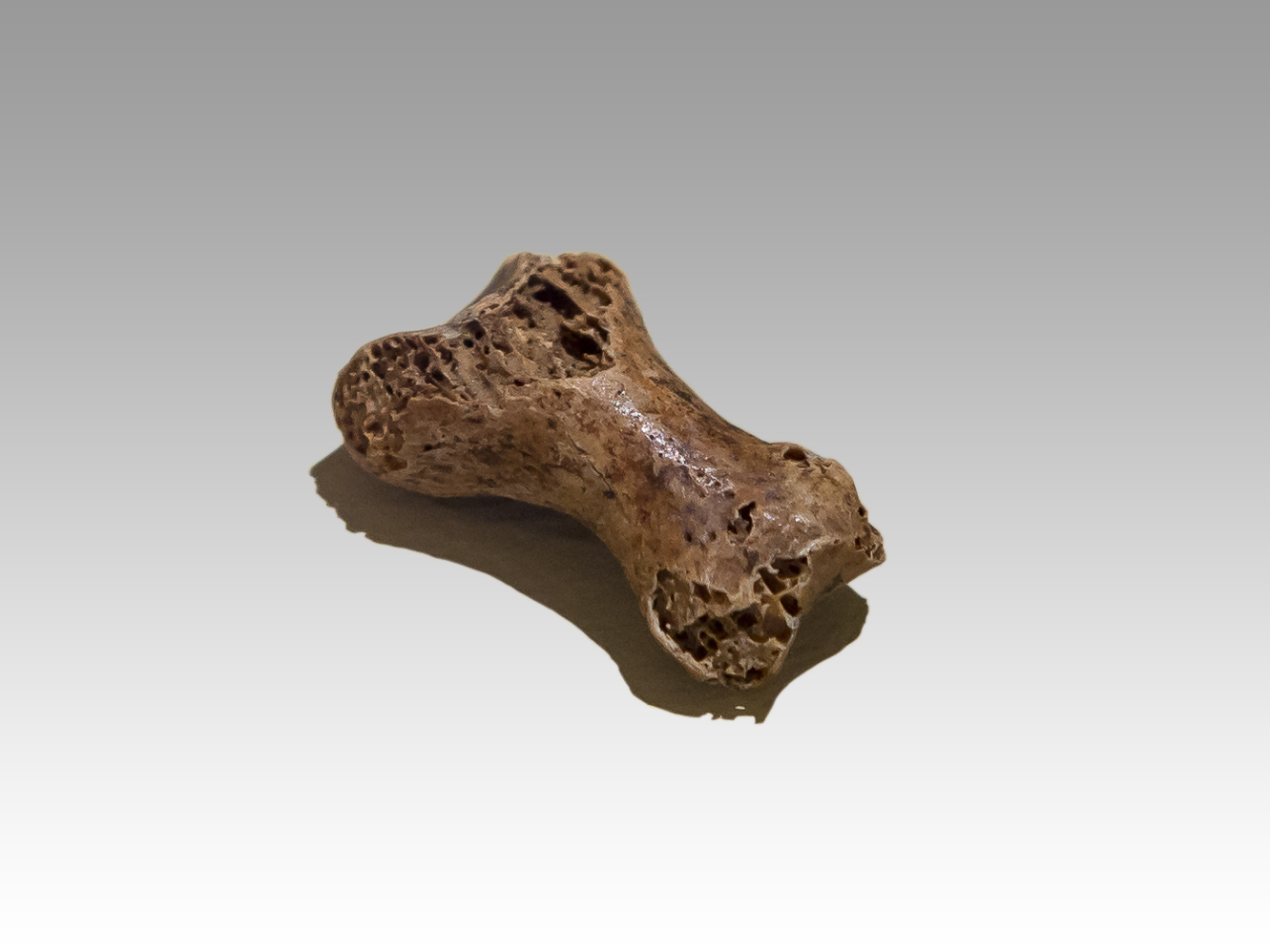
Phalange d'orteil

Jusqu'à présent, 74 restes d'os et de dents de Néandertaliens ont été mis au jour (en 2020). Ils sont généralement fragmentaires, les surfaces sont bien conservées et ne présentent aucun signe de découpe ou d'impact. Il s'agit de parties et de fragments de vertèbres, d'os du carpe, d'un fémur, d'une moitié de mâchoire inférieure droite et de diverses dents (molaires, incisives ou de lait), provenant d'au moins cinq individus adultes et d'un ou plusieurs enfants. L'ADN mitochondrial récupéré sur l'os d'un doigt (phalange distale, Tchagyrka 8) d'un individu féminin a suggéré, selon les premières investigations, que les Néandertaliens de la grotte de Tchagyrka devaient être une seule et petite population de moins de 60 individus qui ne se trouvait dans les environs de la grotte que depuis une période relativement courte. Cette hypothèse a été confirmée après que le personnel de l'Institut Max Planck d'anthropologie évolutionniste de Leipzig a pu obtenir et séquencer l'ADN chromosomique de plusieurs individus provenant de divers échantillons de sédiments et a constaté qu'il ressemblait fortement à l'ADN mitochondrial de Tchagyrka 8,,.